# Angiodysplasie
Een angiodysplasie is een malformatie van een bloedvat, meestal in de darmwand of de maag. Deze letsels zijn over het algemeen vrij goedaardig maar zijn wel een frequente oorzaak van gastro-intestinale bloedingen en de daaruitvolgende bloedarmoede. 
De angiodysplastische afwijkingen kunnen asymptomatisch blijven tot ze opgemerkt worden tijdens een colonoscopie. Ongeveer 0,8% van de personen boven de 50 jaar blijken 1 of meerdere van deze letsels te hebben na een endoscopisch darmonderzoek. Slechts in een minderheid van de gevallen komen bloedingen voor. Bij een nog kleiner aantal gevallen kunnen er acute en ernstige bloedingen voorkomen die een snelle chirurgische ingreep vereisen.
De oorzaak van angiodysplasie in onbekend maar het wordt aangenomen dat degeneratieve veranderingen in de kleine bloedvaten aan de basis liggen. Deze veranderingen zijn mogelijk het gevolg van lokale hypoperfusie.